# ایگور وتوکله
ایگور وتوکله (انگلیسی: Igor Vetokele؛ زادهٔ ۲۳ مارس ۱۹۹۲) بازیکن فوتبال اهل بلژیک است.
از باشگاه‌هایی که در آن بازی کرده‌است می‌توان به باشگاه فوتبال خنت، باشگاه فوتبال چارلتون اتلتیک، باشگاه فوتبال کپنهاگن، باشگاه فوتبال سرکل بروژ، باشگاه فوتبال سنت ترویدنس، و باشگاه فوتبال زولته وارخم اشاره کرد.
وی همچنین در تیم‌های ملی فوتبال زیر ۱۷ سال بلژیک، تیم ملی فوتبال زیر ۱۹ سال بلژیک، زیر ۲۱ سال بلژیک، و آنگولا بازی کرده‌است.